# Prawo prywatne międzynarodowe
Prawo międzynarodowe prywatne – zespół norm, których zadaniem jest wskazanie systemu prawnego (własnego lub obcego państwa) właściwego dla dokonania oceny prawnej konkretnej sytuacji z zakresu prawa cywilnego, prawa rodzinnego i prawa pracy. Normy prawa prywatnego międzynarodowego rozstrzygają konflikty na tle powiązań stanu faktycznego z systemami prawnymi różnych państw – stąd ich nazwa – normy kolizyjne.
W znaczeniu szerokim prawo prywatne międzynarodowe obejmuje również normy merytoryczne prawa (międzynarodowego oraz wewnętrznego) dotyczące tzw. sytuacji z elementem obcym.
Prawo prywatne międzynarodowe uważa się dość powszechnie za zupełnie odrębną gałąź prawa – różną od prawa międzynarodowego tzw. publicznego i prawa cywilnego.
Przepisy prawa prywatnego międzynarodowego w większości są przepisami bezwzględnie wiążącymi (iuris cogentis).
W Polsce jest uregulowane w zasadzie w ustawie z 4 lutego 2011 r. Prawo prywatne międzynarodowe. Przed przepisami tej ustawy pierwszeństwo mają postanowienia wiążących Polskę umów międzynarodowych, zarówno dwustronnych (bilateralnych), jak i wielostronnych (multilateralnych).

## Źródła prawa prywatnego międzynarodowego
W Polsce źródłami prawa prywatnego międzynarodowego są:
- akty prawa krajowego, w tym:
  - Ustawa z dnia 4 lutego 2011 r. Prawo prywatne międzynarodowe[1],
- umowy międzynarodowe, w tym:
  - Konwencja o prawie właściwym dla zobowiązań umownych, otwarta do podpisu w Rzymie dnia 19 czerwca 1980 r.[2], którą 17 grudnia 2009 zastąpiło rozporządzenie Parlamentu Europejskiego i Rady nr 593/2008 (tzw. „Rzym I”).
  - Konwencja dotycząca kolizji praw w przedmiocie formy rozporządzeń testamentowych, sporządzona w Hadze dnia 5 października 1961 r.[3],
  - Konwencja o uznawaniu rozwodów i separacji, sporządzona w Hadze dnia 1 czerwca 1970 r.[4],
- prawo zwyczajowe (ma niewielkie znaczenie),
- prawo Unii Europejskiej, w tym:
  - Rozporządzenie Parlamentu Europejskiego i Rady nr 864/2007 z dnia 11 lipca 2007 r. o prawie właściwym dla zobowiązań pozaumownych (tzw. „Rzym II” – weszło w życie 11 stycznia 2009 r.)[5].

## Struktura normy kolizyjnej
Ważnym pojęciem dla prawa prywatnego międzynarodowego jest norma kolizyjna, a więc norma, która wskazuje prawo właściwe dla danego zakresu sytuacji życiowych. Oprócz nich występują w prawie prywatnym międzynarodowym normy ogólne, o nieco innych celach (np. klauzula porządku publicznego).
Norma kolizyjna ma budowę dwuczłonową. W skład normy kolizyjnej wchodzą dwie części: hipoteza i dyspozycja (za Henrykiem Trammerem).
Na hipotezę normy kolizyjnej składa się:
1. zakres – pewna grupa sytuacji życiowych, do których norma się odnosi (np. „sprawy spadkowe”)
2. baza faktyczna łącznika – okoliczności uzupełniające zakres.

W skład dyspozycji normy kolizyjnej wchodzi:
1. łącznik – kryterium, probierz, czynnik, którego trzeba użyć, aby odnaleźć właściwe prawo. Przykładowe łączniki:
  - obywatelstwo – prawo nim wskazane nazywa się ‘prawem ojczystym’ (lex patriae)
  - miejsce zamieszkania – prawo nim wskazane nazywa się z łaciny lex domicilii
  - miejsce położenia rzeczy – prawo nim wskazane nazywa się z łaciny lex rei sitae
2. nakaz zastosowania prawa (wyjątkowo może to być zakaz).

Łącznik natomiast zbudowany jest z:
1. określnika nominalnego – wyróżnia się tu podstawę (np. „prawo ojczyste”) oraz dopełniacz (np. „spadkodawcy”)
2. subokreślnika temporalnego – określenie, z jakiej chwili powiązanie decyduje o wskazaniu prawa (np. „z chwili śmierci”, „każdoczesne”).

## Klauzula porządku publicznego
(ang. public policy, fr. ordre public, niem. Vorbehaltsklausel, wł. clausola di ordine pubblico)
Nierzadko zdarza się, że rozwiązania w prawie wskazanym przez normy kolizyjne z różnych względów nie nadają się do zastosowania w polskim porządku prawnym. Mogą one być nieraz wręcz szokujące ze względu na mające długą tradycję reguły polskiego (czy szerzej – europejskiego) porządku prawnego. Dla przykładu, osoba, której prawo ojczyste zezwala na bigamię, chce zawrzeć kolejne małżeństwo z obywatelem polskim; małżeństwo nie dojdzie do skutku, gdyż zastosowanie obcego prawa spowoduje w tym wypadku skutki sprzeczne z podstawowymi zasadami porządku publicznego Rzeczypospolitej Polskiej.
W takich przypadkach należy sięgnąć właśnie do owej klauzuli, w polskim prawie prywatnym międzynarodowym zamieszczonej w art. 7 ustawy.

### Przesłanki zastosowania
1. Pozostawanie w sprzeczności z podstawowymi zasadami porządku prawnego Rzeczypospolitej Polskiej – dodać należy, że muszą to być zasady aktualnie obowiązujące i rzeczywiście tylko te najważniejsze, fundamentalne.
2. Groźba wystąpienia skutków zastosowania obcych norm, które będą sprzeczne z owymi zasadami. Sama treść, najbardziej nawet szokująca, nie będzie stanowić przyczyny wyłączenia normy prawa obcego, jeżeli jej zastosowanie doprowadzi do skutków zgodnych z zasadami porządku prawnego.

### Działanie klauzuli
- dozwalające i zakazujące – to pierwsze zachodzi, gdy strona dzięki klauzuli osiąga korzyść (może np. wykonać czynność przez prawo obce zabronioną). Drugi przypadek dotyczy sytuacji, gdy strona przez zastosowanie klauzuli osiągnie mniej np. nie będzie mogła dokonać jakiejś czynności jednostronnym oświadczeniem woli, a jedynie w drodze umowy czy orzeczenia sądu.

- pozytywne i negatywne – działanie pozytywne oznacza zastosowanie w miejsce obcej normy norm własnego prawa, negatywne zaś oznacza jedynie wyłączenie normy obcej (np. określonego zakazu)

## Odesłanie
(niem. Verweisung, fr. renvoi, wł. rinvio)
Ogólną (i nigdzie nieujętą) zasadą jest, że każde państwo stosuje wyłącznie swoje własne prawo prywatne międzynarodowe. Do wyjątków zalicza się przede wszystkim odesłanie.
Odesłanie polega na wyłączeniu właściwości prawa wskazanego przez własną normę kolizyjną na rzecz tego, które wskazuje norma kolizyjna państwa, którego prawo wyłączono.
Odesłanie może być:
- zwrotne – gdy obce normy kolizyjne „odsyłają” z powrotem do naszego systemu prawa,
- dalsze – gdy obce normy kolizyjne „odsyłają” do systemu prawa państwa trzeciego.

Inny podział dotyczący odesłania to rozróżnienie na odesłanie:
- częściowe – gdy występuje jedynie co do części zakresu normy kolizyjnej (np. w kwestii spadku jedynie co do nieruchomości)
- pełne – gdy następuje co do całości zakresu normy kolizyjnej,
- złożone – gdy norma kolizyjna odsyła do więcej niż jednego systemu prawnego.

W polskim prawie prywatnym międzynarodowym przyjęto tę instytucję już w ustawie z 1926 roku. Regulował ją art. 4 ustawy Prawo prywatne międzynarodowe z 1965 roku. Nieograniczone było odesłanie zwrotne do polskiego systemu prawnego (musi być to jednakże odesłanie bezpośrednie, a nie za pośrednictwem innych jeszcze systemów prawnych). Odesłanie dalsze (również bezpośrednie) było możliwe tylko w przypadku, gdy prawo ojczyste (wskazane łącznikiem obywatelstwa) dla danych stosunków prawnych przewidywało właściwość innego prawa – odesłanie dalsze następowało do państwa prawa trzeciego. Dopuszczalne było odesłanie jedynie pierwszego stopnia.
Sytuacja uległa zmianie po wejściu w życie ustawy z 2011 r. Tym razem doszło do ograniczenia dopuszczalności odesłania. Przepis art. 5 ust. 1 ustawy z 2011 r. stanowi, że „Jeżeli prawo obce, wskazane jako właściwe przez ustawę niniejszą, każe stosować do danego stosunku prawnego prawo polskie, stosuje się prawo polskie”. Oznacza to, że w świetle ustawy z 2011 r. dopuszczalne jest jedynie odesłanie zwrotne, następujące ze strony norm kolizyjnych wchodzących w skład systemu prawnego wskazanego przez nasze normy kolizyjne.
Odesłanie wyłącza Konwencja Rzymska z 1980 roku o prawie właściwym dla zobowiązań umownych, jak również rozporządzenie Rzym II.

## Rozwój prawa prywatnego międzynarodowego
Dorobek doktryny z zakresu prawa prywatnego międzynarodowego dla okresu do połowy XIX wieku nazywa się szkołą statutową.
Największym osiągnięciem dawnej szkoły statutowej (XII-XVI wiek) było rozróżnienie między normami dotyczącymi postępowania sądowego i normami prawa materialnego, przyjęcie zasady właściwości legis fori oraz locus regit formam actus.
W XVI wieku największym znaczeniem cieszyły się poglądy przedstawicieli szkoły francuskiej: Charlesa Dumoulina i Bertranda d’Argentré, a w XVII wieku szkoły holenderskiej – Pawła Voeta, Jana Voeta i Ulryka Hubera.
Szkoła statutowa upadła w latach 40. XIX wieku, a do jej porzucenia znacząco przyczynił się Friedrich Carl von Savigny, twórca teorii „siedziby” stosunku prawnego.
W 1851 roku Pasquale Stanislao Mancini, włoski prawnik, sformułował szereg twierdzeń, które stały się podstawą nowej szkoły włoskiej (m.in. zasada narodowości).
W Polsce w XIX wieku prace z zakresu prawa prywatnego międzynarodowego publikowali E. D. Bromirski, P. Burzyński, P. Nowiński, A. Wrotnowski i F. Kasparek.